# Commentarii Notarum Tironianarum
Die Commentarii Notarum Tironianarum (kurz: CNT) sind eine Sammlung von stenographischen Zeichen (tironischen Noten) zur Wiedergabe der lateinischen Sprache.
Bei den CNT handelt es sich um ein Hilfsmittel zum Erlernen von Kurzschrift. Der Grundstock der Sammlung dürfte auf das erste vorchristliche Jahrhundert und Ciceros Schreibsklaven Tiro zurückgehen. Die CNT folgen graphischen Ordnungskriterien (einfache und kurze Wörter zuerst) und sind wohl bis ins 6. Jahrhundert mehrfach aktualisiert und erweitert worden. Die älteste Abschrift stammt aus dem späten 8. Jahrhundert.

## Kulturhistorischer Hintergrund
Die Erhaltung der CNT steht im Zusammenhang mit der karolingischen Bildungserneuerung und den unter Karl dem Großen einsetzenden Bestrebungen, antike Kulturtechniken neu verfügbar zu machen und in den Schulen zu vermitteln. Dazu wurden von einem älteren, nicht erhaltenen Manuskript weitgehend einheitliche Abschriften zur Verfügung gestellt. Ein Erfolg dieser Standardisierung auf Grundlage der CNT ist die gute Lesbarkeit von Kurzschrift in karolingischen Manuskripten.

## Überlieferung

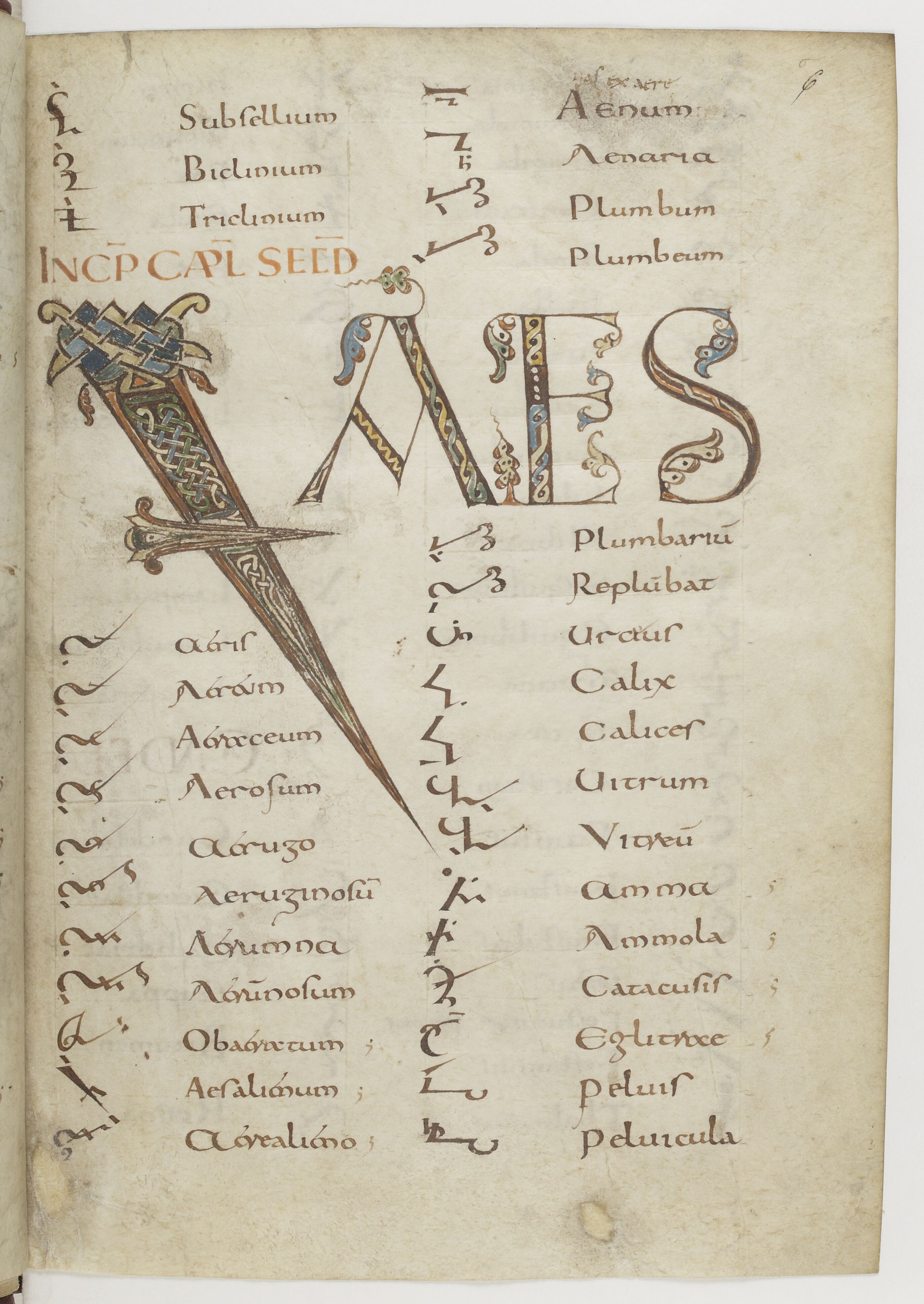
Abbildung Paris, BNF, lat. 190, fol.6r; Abschrift der CNT in einer illuminierten Handschrift der ersten Hälfte des 9. Jahrhunderts wohl aus Saint-Germain-des-Prés.

Die CNT sind in mehr als 20 erhaltenen Handschriften und Fragmenten überliefert. Einen Eindruck vom hohen Stellenwert, den die Kurzschrift im 9. Jahrhundert innehatte, gewinnt man an einem illuminierten Prachtcodex der Notensammlung in Paris, der im gleichen Skriptorium wie der Stuttgarter Bilderpsalter entstanden ist (mit hoher Wahrscheinlichkeit Saint-Germain-des-Prés). Die maßgebliche Edition der CNT stammt von Wilhelm Schmitz.

## Weitere Notensammlungen
Nachteil der CNT ist die genetische Ordnung. Mit weitgehend gleichem Zeichenvorrat aber didaktisch umgeordnet ist im 9. Jahrhundert eine alternative Notensammlung entstanden (Notae Bernenses). Neben den komplexen tironischen Noten gibt es einfachere Zeichen, die für Silben stehen (Silbentachygraphie) und gern bei Eigennamen und in Urkunden angewandt werden – Eine Sammlung solcher silbentachygraphischer Zeichen sind die nur in einer Abzeichnung des 16. Jahrhunderts überlieferten Notae Matritenses.